# العلاقات الأندورية الغانية
العلاقات الأندورية الغانية هي العلاقات الثنائية التي تجمع بين أندورا وغانا.

## مقارنة بين البلدين
هذه مقارنة عامة ومرجعية للدولتين:
| وجه المقارنة                                              | أندورا                                                     | غانا         |
| --------------------------------------------------------- | ---------------------------------------------------------- | ------------ |
| المساحة (كم2)                                             | 468                                                        | 238.53 ألف   |
| عدد السكان (نسمة)                                         | 76.18 ألف                                                  | 26.91 مليون  |
| الكثافة السكانية (ن./كم²)                                 | 16.28 ألف                                                  | 112.82       |
| العاصمة                                                   | أندورا لا فيلا                                             | أكرا         |
| اللغة الرسمية                                             | اللغة الكتالونية                                           | لغة إنجليزية |
| العملة                                                    | يورو                                                       | سيدي غاني    |
| الناتج المحلي الإجمالي (بليون دولار)                      | 3.01 مليار                                                 | 47.33 مليار  |
| الناتج المحلي الإجمالي (تعادل القوة الشرائية) بليون دولار |                                                            | 115.41 مليار |
| الناتج المحلي الإجمالي الاسمي للفرد دولار أمريكي          |                                                            | 1.37 ألف     |
| الناتج المحلي الإجمالي للفرد دولار أمريكي                 |                                                            | 4.08 ألف     |
| مؤشر التنمية البشرية                                      | 0.858                                                      | 0.579        |
| رمز المكالمات الدولي                                      | +376                                                       | +233         |
| رمز الإنترنت                                              | .ad                                                        | .gh          |
| المنطقة الزمنية                                           | ت ع م+01:00، توقيت وسط أوروبا، ت ع م+02:00، أوروبا/أندورا ‏ | 00           |

## منظمات دولية مشتركة
يشترك البلدان في عضوية مجموعة من المنظمات الدولية، منها:
| علم المنظمة | اسم المنظمة                   | تاريخ انضمام أندورا | تاريخ انضمام غانا |
| ----------- | ----------------------------- | ------------------- | ----------------- |
|             | الاتحاد الدولي للاتصالات      | 12 نوفمبر 1993      | 17 مايو 1957      |
|             | منظمة حظر الأسلحة الكيميائية  | ?                   | ?                 |
|             | يونسكو                        | 20 أكتوبر 1993      | 11 أبريل 1958     |
|             | الأمم المتحدة                 | 28 يوليو 1993       | 8 مارس 1957       |
|             | منظمة الشرطة الجنائية الدولية | ?                   | ?                 |

## وصلات خارجية
- موقع وزارة الخارجية الأندورية
- موقع وزارة الخارجية الغانية